# Тадеуш Томашевський
Тадеуш Томашевський (пол. Tadeusz Tomaszewski; 26 листопада 1881, Сацін, Царство Польське, Російська імперія — 10 серпня 1950, Лондон, Велика Британія) — польський державний і політичний діяч, прем'єр-міністр уряду Польщі у вигнанні в 1949—1950 роках.

## Життєпис
В молодості вивчав право у Варшавському та Московському університетах. З 1901 року перебував в Польської соціалістичної партії. Неодноразово заарештовувався російською владою, що, однак, не заважало йому вести адвокатську практику в Варшаві. У роки Першої світової війни перебував в патріотичних організаціях, які хотіли добитися незалежності Польщі, що в підсумку вдалося зробити в 1918 році. Томашевський брав участь в складанні Конституції 1921 року.
У вересні 1939 року виїхав до Румунії, пізніше до Франції і Великої Британії. Брав участь в роботі Уряду Польщі у вигнанні. У 1949 році змінив Тадеуша Коморовського на посаді прем'єр-міністра Уряду у вигнанні, проте займав цей пост лише трохи більше року, не встигнувши відзначитися чим би то не було значущим. Він змушений був піти у відставку через проблеми зі здоров'ям і раптово помер через два тижні після того, як відійшов від справ.